# Parque nacional Lago Gairdner
El Parque Nacional Lago Gairdner es un parque nacional en Australia Meridional, ubicado a 436 km al noroeste de Adelaida.